# 웨스트 에드먼턴 몰

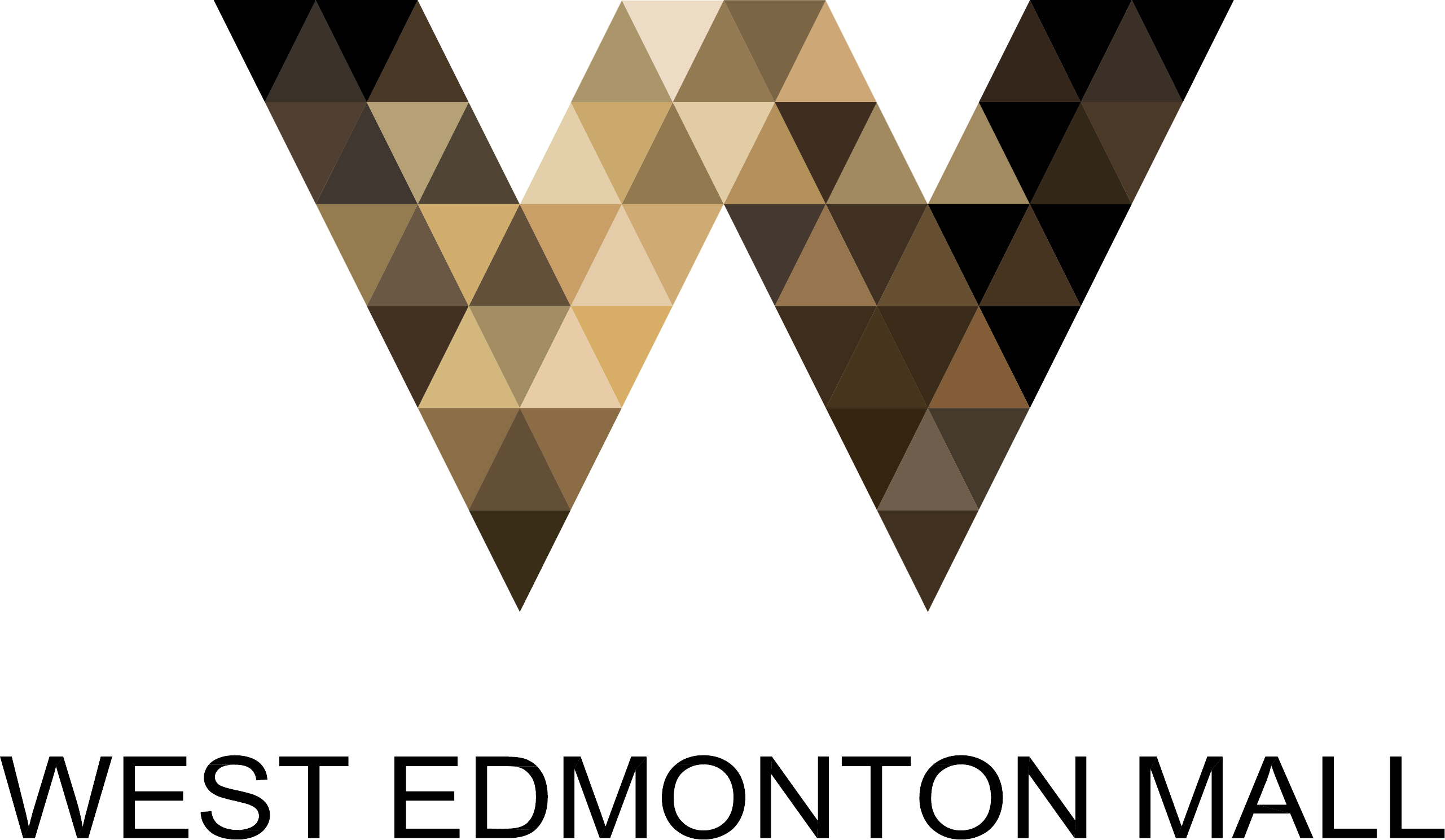

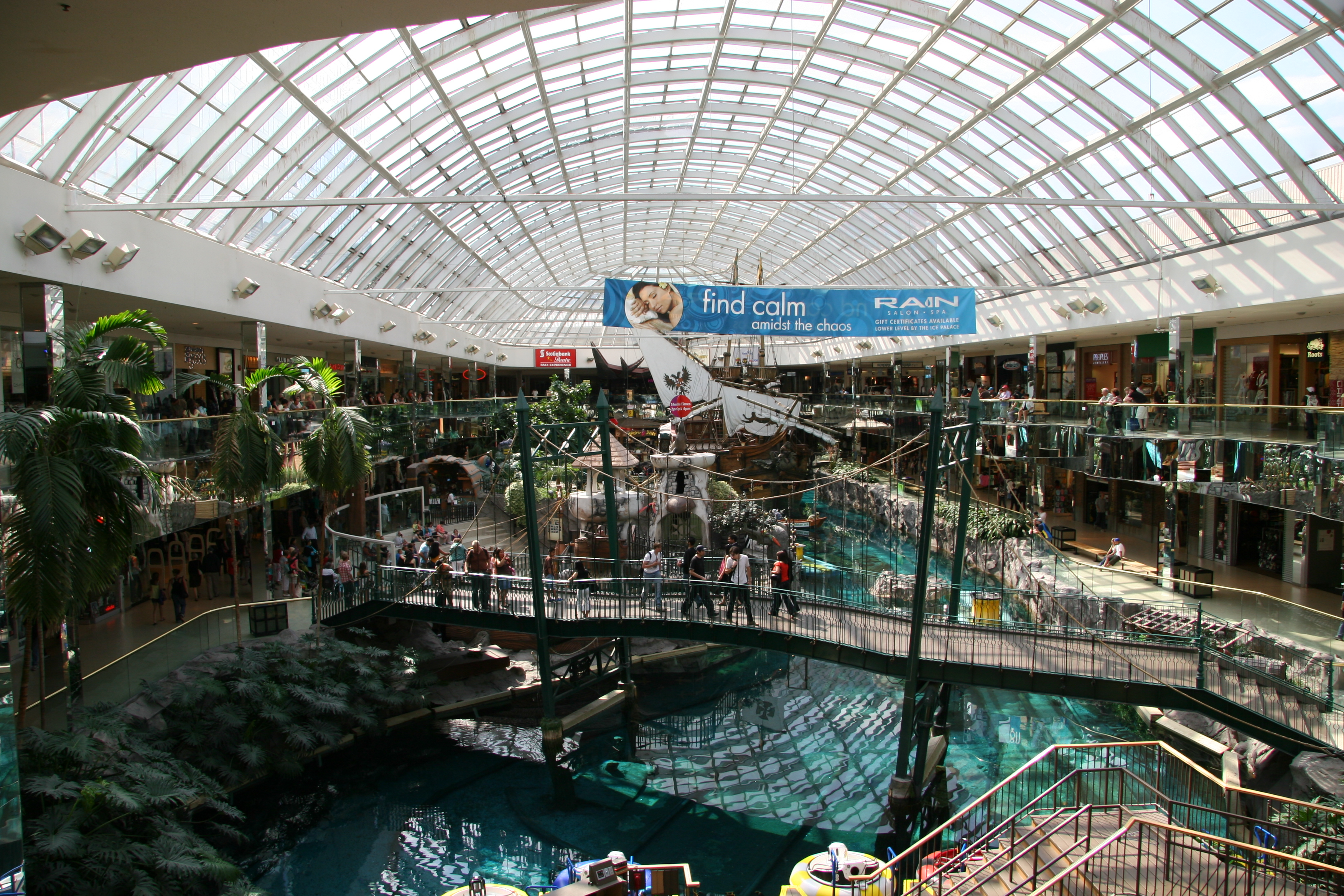
웨스트 에드먼턴 몰

웨스트 에드먼턴 몰(West Edmonton Mall, WEM)는 캐나다 앨버타주 에드먼턴에 위치한 쇼핑 센터이다.

## 개요
에드먼튼의 최대의 구경거리인 이곳은 세계에서 가장 큰 쇼핑센터이다. 그 규모란 세계8대 불가사의의 하나라고 일컬어질 정도이다. 약 800개의 상점, 110군데 이상의 푸드 스탠드나 레스토랑이 있고 각종 오락시설과 스포츠를 즐길 수 있는 시설이 완벽하게 준비되어 있으며 Gourment World에서는 세계 각국의 요리를 캐나다식의 패스트푸드로 먹을 수 있다.실내유원지는 실내 스케이트장 및 실물 잠수함과 세계최고 높이를 자랑하는 롤러코스터인 드랍 오브 둠 등이 있다. 세계최대의 실내놀이공원인 환타지랜드, 세계최대의 실내수영장 워터파크, 돌고래쇼와 해양동물을 관찰할 수 있는 딥 시 어드벤처 등 너무나 다양한 놀이시설이 있다. 쇼핑 센터 내의 영화관에서는 최근에 개봉된 영화가 상영되고 있다.